# Vienna Open 2017 - Doppio
Łukasz Kubot e Marcelo Melo erano i detentori del titolo e sono stati sconfitti nei quarti di finale da Rohan Bopanna e Pablo Cuevas.
Bopanna e Cuevas hanno vinto il titolo sconfiggendo in finale Marcelo Demoliner e Sam Querrey con il punteggio di 7–6(7), 6(4)–7, [11–9].

## Teste di serie
1. Łukasz Kubot /  Marcelo Melo (quarti di finale)
2. Bob Bryan /  Mike Bryan (quarti di finale)

1. Jamie Murray /  Bruno Soares (quarti di finale)
2. Jean-Julien Rojer /  Horia Tecău (primo turno)

## Qualificati
1. Pablo Carreño Busta /  David Marrero (primo turno)

## Wildcard
1. Philipp Kohlschreiber /  Maks Mirny (primo turno)

1. Philipp Oswald /  Alexander Peya (primo turno)

## Tabellone

### Legenda
| - Q = Qualificato - WC = Wild card - LL = Lucky loser | - ALT = Alternate - SE = Special Exempt - PR = Protected Ranking | - w/o = Walkover - r = Ritirato - d = Squalificato |

|  | Primo turno                  | Primo turno                  | Primo turno                  | Primo turno | Primo turno |  |  | Quarti di finale     | Quarti di finale      | Quarti di finale      | Quarti di finale      | Quarti di finale      |                       |     | Semifinale         | Semifinale         | Semifinale            | Semifinale            | Semifinale |   |     | Finale | Finale | Finale | Finale | Finale |  |
|  |                              |                              |                              |             |             |  |  |                      |                       |                       |                       |                       |                       |     |                    |                    |                       |                       |            |   |     |        |        |        |        |        |  |
|  | 1                            | Ł Kubot M Melo               | Ł Kubot M Melo               | 7           | 6           |  |  |                      |                       |                       |                       |                       |                       |     |                    |                    |                       |                       |            |   |     |        |        |        |        |        |  |
|  |                              | J Isner D Nestor             | J Isner D Nestor             | 63          | 4           |  |  | 1                    | Ł Kubot M Melo        | 7                     | 4                     | [8]                   |                       |     |                    |                    |                       |                       |            |   |     |        |        |        |        |        |  |
|  |                              | R Bopanna P Cuevas           | R Bopanna P Cuevas           | 6           | 6           |  |  |                      | R Bopanna P Cuevas    | 63                    | 6                     | [10]                  |                       |     |                    |                    |                       |                       |            |   |     |        |        |        |        |        |  |
|  | WC                           | P Kohlschreiber M Mirny      | P Kohlschreiber M Mirny      | 2           | 1           |  |  |                      |                       |                       |                       |                       |                       |     | R Bopanna P Cuevas | R Bopanna P Cuevas | R Bopanna P Cuevas    | 7                     | 6          |   |     |        |        |        |        |        |  |
|  | 3                            | J Murray B Soares            | J Murray B Soares            | 6           | 7           |  |  |                      |                       | K Chačanov L Pouille  | K Chačanov L Pouille  | K Chačanov L Pouille  | 62                    | 4   |                    |                    |                       |                       |            |   |     |        |        |        |        |        |  |
|  |                              | A Molteni D Schwartzman      | A Molteni D Schwartzman      | 2           | 65          |  |  | 3                    | J Murray B Soares     | 6                     | 63                    | [7]                   |                       |     |                    |                    |                       |                       |            |   |     |        |        |        |        |        |  |
|  | Q                            | P Carreño Busta D Marrero    | P Carreño Busta D Marrero    | 4           | 2           |  |  |                      | K Chačanov L Pouille  | 2                     | 7                     | [10]                  |                       |     |                    |                    |                       |                       |            |   |     |        |        |        |        |        |  |
|  |                              | K Chačanov L Pouille         | K Chačanov L Pouille         | 6           | 6           |  |  |                      |                       |                       |                       |                       |                       |     | R Bopanna P Cuevas | R Bopanna P Cuevas | 7                     | 64                    | [11]       |   |     |        |        |        |        |        |  |
|  | S González J Peralta         | S González J Peralta         | S González J Peralta         | 6           | 7           |  |  |                      |                       |                       |                       |                       |                       |     |                    |                    | M Demoliner S Querrey | M Demoliner S Querrey | 67         | 7 | [9] |        |        |        |        |        |  |
|  | M Middelkoop A Ramos Viñolas | M Middelkoop A Ramos Viñolas | M Middelkoop A Ramos Viñolas | 3           | 64          |  |  | S González J Peralta | S González J Peralta  | 4                     | 6                     | [3]                   |                       |     |                    |                    |                       |                       |            |   |     |        |        |        |        |        |  |
|  |                              | O Marach M Pavić             | 5                            | 7           | [11]        |  |  | O Marach M Pavić     | O Marach M Pavić      | 6                     | 3                     | [10]                  |                       |     |                    |                    |                       |                       |            |   |     |        |        |        |        |        |  |
|  | 4                            | J-J Rojer H Tecău            | 7                            | 5           | [9]         |  |  |                      |                       |                       |                       |                       |                       |     | O Marach M Pavić   | O Marach M Pavić   | O Marach M Pavić      | O Marach M Pavić      |            |   |     |        |        |        |        |        |  |
|  | F López M López              | F López M López              | 6                            | 65          | [7]         |  |  |                      |                       | M Demoliner S Querrey | M Demoliner S Querrey | M Demoliner S Querrey | M Demoliner S Querrey | w/o |                    |                    |                       |                       |            |   |     |        |        |        |        |        |  |
|  | M Demoliner S Querrey        | M Demoliner S Querrey        | 4                            | 7           | [10]        |  |  |                      | M Demoliner S Querrey | 6                     | 3                     | [10]                  |                       |     |                    |                    |                       |                       |            |   |     |        |        |        |        |        |  |
|  | WC                           | P Oswald A Peya              | 4                            | 6           | [6]         |  |  | 2                    | B Bryan M Bryan       | 3                     | 6                     | [8]                   |                       |     |                    |                    |                       |                       |            |   |     |        |        |        |        |        |  |
|  | 2                            | B Bryan M Bryan              | 6                            | 2           | [10]        |  |  |                      |                       |                       |                       |                       |                       |     |                    |                    |                       |                       |            |   |     |        |        |        |        |        |  |

## Qualificazione

### Teste di serie
1. Robert Lindstedt /  John-Patrick Smith (ultimo turno)

1. Pablo Carreño Busta /  David Marrero (qualificati)

#### Qualificati
1. Pablo Carreño Busta /  David Marrero

### Tabellone qualificazioni
|  | Primo turno | Primo turno                                   | Primo turno                                   | Primo turno | Primo turno |  |  | Ultimo turno | Ultimo turno                        | Ultimo turno                        | Ultimo turno | Ultimo turno |  |
|  |             |                                               |                                               |             |             |  |  |              |                                     |                                     |              |              |  |
|  | 1           | Robert Lindstedt John-Patrick Smith           | Robert Lindstedt John-Patrick Smith           | 6           | 6           |  |  |              |                                     |                                     |              |              |  |
|  | WC          | Bogdan Bobrov Richard Waite                   | Bogdan Bobrov Richard Waite                   | 1           | 4           |  |  | 1            | Robert Lindstedt John-Patrick Smith | Robert Lindstedt John-Patrick Smith | 3            | 5            |  |
|  |             | Maximilian Neuchrist Tristan-Samuel Weissborn | Maximilian Neuchrist Tristan-Samuel Weissborn | 5           | 2           |  |  | 2            | Pablo Carreño Busta David Marrero   | Pablo Carreño Busta David Marrero   | 6            | 7            |  |
|  | 2           | Pablo Carreño Busta David Marrero             | Pablo Carreño Busta David Marrero             | 7           | 6           |  |  |              |                                     |                                     |              |              |  |